# Зона Френеля

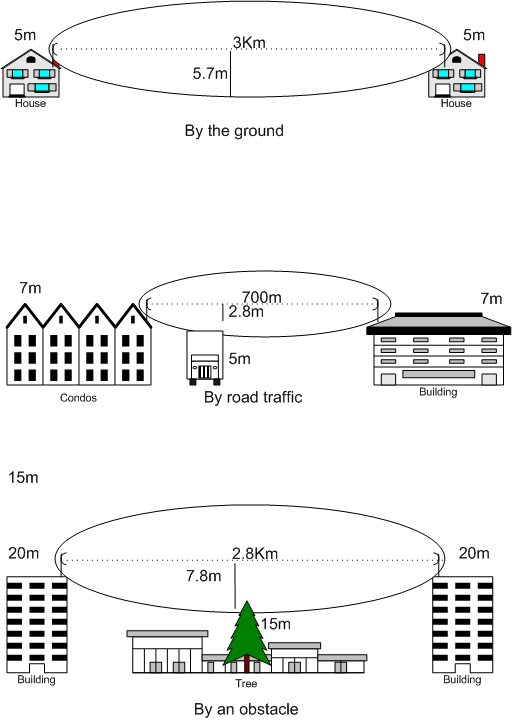
Кілька прикладів зони Френеля

Зона Френеля названа на честь фізика Огюстена Жана Френеля, і складається із ряду концентричних еліпсоїдних сфероїдів, що утворюють області в просторі між і довкола системи із передавальної і приймаючої антен. Це поняття використовується з метою вивчення і розрахунку сили хвиль (таких як звукові або радіохвилі), що поширюються між передавачем і приймачем.

## Загальні відомості
Кожна зона Френеля визначається зсувом фази (або його відсутністю), які виникають коли синусна хвиля, що передається, відбивається від об'єкта в межах цієї області і продовжує передаватися до приймача. Цю область важливо враховувати, оскільки синусна хвиля, що проходить одним з цих шляхів може дійти до приймача не синхронно із сигналом прямої видимості на будь-яке значення від 1º до 359º сзуву фаз. Якщо в межах конкретної зони Френеля знаходиться об'єкт, частина початкового сигналу, який не рухається в напрямку антени, і буде поширюватися в якісь інші напрямки в просторі, може частково відбиватися від об'єкта і потрапляти до приймаючої антени. Цей відбитий сигнал може призвести до конструктивної або деструктивної інтерференції на приймачі, в залежності від довжини шляху і кутом зсуву фаз, з яким в результаті буде приходити на приймач відбита хвиля.